# Пятьдесят оттенков серого
«Пятьдесят оттенков серого» (англ. Fifty Shades of Grey) — эротический роман британской писательницы Э. Л. Джеймс, написанный и изданный в 2011 году. Роман повествует об истории отношений между предпринимателем Кристианом Греем и выпускницей университета Анастейшей Стил; в книге содержатся сцены откровенного сексуального характера, в том числе с БДСМ.
После выхода роман сразу же стал бестселлером в США и Великобритании. В 37 странах мира было продано более 30 миллионов копий. Книга стала рекордсменом по скорости продаж, обогнав серию романов о Гарри Поттере и «Сумерки». В июне 2012 года роман «Пятьдесят оттенков серого» стал первым произведением, разошедшимся в количестве миллиона копий на Amazon Kindle. Был включён в список бестселлеров по версии Publishers Weekly за 2012 год. После мирового триумфа книга попала и на российский рынок и стала самой продаваемой книгой в России.
Книга стала первой частью трилогии, позже были опубликованы продолжения — «На пятьдесят оттенков темнее» (англ. «Fifty Shades Darker») и «Пятьдесят оттенков свободы» (англ. «Fifty Shades Freed»). 23 августа 2012 года книга поступила в продажу в России.

## История написания
Роман «Пятьдесят оттенков серого» и его продолжения появились из фанфика. Фанфики были опубликованы на фанатских веб-сайтах под псевдонимом Snowqueen’s Icedragon. Главными героями выступали персонажи Стефани Майер — Эдвард Каллен и Белла Свон. Фанфик получил некоторые комментарии по поводу сексуального содержания, и в результате автор удалила его, поместив на своём сайте FiftyShades.com. Позже она переписала его в виде оригинального произведения со своими главными героями. Перед публикацией романа «Пятьдесят оттенков серого» фанфик «Master of the Universe» был удалён со всех ресурсов. Реакция Стефани Майер на публикацию была нейтральной: «Это на самом деле не мой жанр, не моё… Рада за неё [Э. Л. Джеймс] — у неё хорошо получается».

## Сюжет
Анастэйша «Ана» Стил ― 21-летняя выпускница колледжа, изучающая английскую литературу в Ванкуверском филиале Университета штата Вашингтон в Ванкувере, штат Вашингтон. Ее лучшая подруга ― Кэтрин «Кейт» Кавана пишет для университетской газеты. Из-за болезни Кейт не может взять интервью у 27-летнего Кристиана Грея, успешного и богатого предпринимателя из Сиэтла, и просит Ану занять ее место. Ана находит Кристиана привлекательным и одновременно пугающим. В результате она спотыкается на собеседовании и покидает офис Кристиана, полагая, что все прошло плохо. Ана не ожидает снова встретиться с Кристианом, но он появляется в магазине, где она работает. Пока он покупает различные предметы, включая кабельные стяжки, клейкую ленту и веревку, Ана сообщает Кристиану, что Кейт хотела бы получить несколько фотографий, чтобы проиллюстрировать ее статью о нем. Кристиан дает Ане свой номер телефона. Позже Кейт убеждает Ану позвонить Кристиану и договориться о фотосессии с их другом фотографом Хосе Родригесом.
На следующий день Хосе, Кейт и Ана приезжают на фотосессию в отель Хитман, где остановился Кристиан. Кристиан приглашает Ану на кофе и спрашивает, встречается ли она с кем-нибудь, в частности с Хосе. Ана отвечает, что она ни с кем не встречается. Во время разговора Ана узнает, что Кристиан тоже холост, но он признается ей, что не является романтиком. Ана заинтригована, но считает, что она недостаточно привлекательна для Кристиана. Позже Ана получает посылку от Кристиана, содержащую первое издание книги «Тесс из рода Д'Эрбервиллей», которое ошеломляет ее. Позже тем же вечером Ана выходит выпить со своими друзьями и будучи изрядно пьяной набирает номер Кристиана, который сообщает ей, что приедет и заберет ее. Ана выходит на улицу подышать свежим воздухом, и Хосе пытается поцеловать ее, но его останавливает появление Кристиана. Ана уходит с Кристианом, но не раньше, чем узнает, что Кейт флиртовала с братом Кристиана, Эллиотом. Позже Ана просыпается и обнаруживает себя в гостиничном номере Кристиана, где он ругает ее за то, что она не заботится о себе должным образом. Затем Кристиан говорит, что хотел бы заняться с ней сексом. Сначала он говорит, что Ане сначала придется заполнить документы, но позже возвращается к этому заявлению после поцелуя с ней в лифте.
Ана идет на свидание с Кристианом, на которое он забирает ее на своем вертолете, Чарли Танго, в свою квартиру. Оказавшись там, Кристиан настаивает, чтобы она подписала соглашение о неразглашении, запрещающее ей обсуждать все, что они делают вместе, которое Ана соглашается подписать. Он также упоминает о других документах, но сначала ведет ее в свою игровую комнату, полную БДСМ-игрушек и снаряжения. Там Кристиан сообщает ей, что второй контракт будет заключен на доминирование и подчинение, и никаких романтических отношений не будет, только сексуальные. Контракт даже запрещает Ане прикасаться к Кристиану или смотреть ему в глаза. В этот момент Кристиан понимает, что Ана девственница, и лишает ее девственности, не заставляя подписывать контракт. На следующее утро Ана и Кристиан снова занимаются сексом. Его мать прибывает через несколько минут после их сексуальной встречи и удивлена ей, поскольку раньше считала Кристиана гомосексуалистом, потому что его никогда не видели с женщиной. Позже Кристиан приглашает Ану поесть, и он рассказывает, что потерял девственность в возрасте 15 лет с одной из подруг своей матери, Еленой Линкольн, и что его предыдущие доминирующие / подчиненные отношения потерпели неудачу из-за несовместимости. Кристиан также показывает, что в своих первых отношениях доминанта/подчиненного он был подчиненным. Кристиан и Ана планируют встретиться снова, и он отвозит Аню домой, где она обнаруживает несколько предложений о работе и признается Кейт, что у них с Кристианом был секс.
В течение следующих нескольких дней Ана получает несколько посылок от Кристиана. К ним относится ноутбук, позволяющий ей исследовать образ жизни БДСМ с учетом контракта, общаться с ним, поскольку у нее никогда ранее не было компьютера и получить более подробную версию контракта доминирующего / подчиненного. Они переписываются по электронной почте, Ана поддразнивает его и отказывается выполнять части контракта, например, есть продукты из определенного списка. Позже Ана встречается с Кристианом, чтобы обсудить контракт, и ее поражает потенциальная договоренность о БДСМ и возможность иметь сексуальные отношения с Кристианом, которые не являются романтическими по своей природе. Из-за этих чувств Ана убегает от Кристиана и больше не видится с ним до окончания колледжа, где он выступает в качестве приглашенного докладчика.
В течение этого времени Ана соглашается подписать контракт доминанта/сабмиссива. Ана и Кристиан снова встречаются, чтобы продолжить обсуждение контракта. Кристиан шлепает Ану в первый раз, и этот опыт оставляет ее одновременно соблазненной и слегка смущенной. Это замешательство усугубляется щедрыми подарками Кристиана и тем фактом, что он знакомит ее со своей семьей. Эти двое продолжают действовать по договоренности, хотя Ана еще не подписала контракт. После успешного трудоустройства в Seattle Independent Publishing (SIP) Ана еще больше разозлилась из-за ограничений соглашения о неразглашении и ее сложных отношений с Кристианом. Напряженность между Аной и Кристианом в конце концов достигает апогея после того, как Ана просит Кристиана наказать ее, чтобы показать ей, насколько экстремальными могут быть отношения с ним в БДСМ. Кристиан выполняет просьбу Аны, избивая ее ремнем, и она понимает, что они несовместимы. Опустошенная, она расстается с Кристианом и возвращается в квартиру, в которой живет вместе с Кейт.

## Продажи
Эротическое содержание книги и статистические данные о продажах (большую долю среди покупателей составили замужние женщины старше 30 лет) привели к тому, что книге дали прозвище «мамино порно», использовавшееся впоследствии в прессе. Другой внушительной частью аудитории стали девочки-подростки и студентки. 1 августа 2012 года администрация amazon.co.uk объявила о том, что «Пятьдесят оттенков серого» по количеству продаж обогнала всю серию о Гарри Поттере, в результате Э. Л. Джеймс стала самым продаваемым там автором.
Успешность романа «Пятьдесят оттенков серого» во многом определилась продажей версий для электронных носителей. Он стал первой книгой, проданной на Amazon Kindle в количестве миллиона копий. Это отчасти связывают с тем, что люди могут стесняться покупать печатные эротические издания в магазине и выбирают электронные копии, которые также можно спокойно читать на электронных устройствах в транспорте.
В апреле 2012 года Э. Л. Джеймс вошла в список «100 самых влиятельных людей мира» издания Time.
В 2013 году по мотивам трилогии «50 оттенков серого» была выпущена серия игрушек для взрослых, официально одобренная Э. Л. Джеймс. В неё вошли игрушки для взрослых и аксессуары, которые использовали главные герои трилогии Анастейша и Кристиан. Официальная коллекция нижнего белья «Пятьдесят оттенков серого» создана под брендом компании Bluebella, суть модной концепции состоит в сочетании уверенности и удовольствия.

## Критика
Книга получила как положительные, так и негативные критические отзывы. Из-за изначального появления произведения как фанфика по серии «Сумерки» последовала его критика, связанная с возможным нарушением авторских прав. Профессор Принстонского университета Эйприл Эллистон заявила: «Не являясь шедевром литературы, „Пятьдесят оттенков серого“ несёт в себе намного больше, чем паразитический фанфик по „Сумеркам“». Рецензент издания Entertainment Weekly присвоил книге оценку «B+» за нахождение в «своём собственном классе литературы». Рецензия в The Guardian носит положительный характер и утверждает, что книга «более приятная», чем другие «эротические литературные произведения». Негативный отзыв опубликован в The Telegraph, где книга названа «приторным штампом». Критик из Ledger-Enquirer назвал книгу «эскапистской» и «постыдным развлечением» (guilty fun), но заметил, что при этом произведение затрагивает один из важных аспектов женской жизни — подчинение женщины, и добавил, что «сознание — и даже приятие — этого факта не должны быть причиной стыда». Издание The New Zealand Herald заявило, что книга «не станет обладателем никаких литературных премий», что в ней присутствуют «невероятно отвратительные описания», и что читатель вскоре сам пожелает «наказать» главную героиню за полное отсутствие характера и самоуважения. В статье The Columbus Dispatch роман так же раскритикован, но при этом заявляется, что читатель «несмотря на неуклюжий стиль, не сможет оторваться от книги». Metro News Canada опубликовало негативный отзыв, где чтение романа было названо пыткой, «не в этом, нужном, сексуальном смысле». Chicago Tribune охарактеризовало роман как «депрессивный» и «ничем не выдающийся». Также автора раскритиковали за приверженность к британским идиомам, «чуждым для американских читателей», «заставляющим не верить в правдоподобность диалогов».

### Скандальность
В марте 2012 года Публичная Библиотека штата Флорида исключила из публичного фонда все копии романа «Пятьдесят оттенков серого», мотивируя это несоответствием критериям отбора книг и негативными критическими отзывами. Представительница библиотеки заявила, что причиной стало сексуальное содержание книги и что другие библиотеки отказались закупать её копии. Представители Американской библиотечной ассоциации признали такие действия неправильными и противоречащими требованиям и желаниям читателей. Библиотека Флориды позже вернула книгу в общественный доступ.
Многие спорные моменты в книге связаны с появлением тематики БДСМ. В своей рецензии романа издание Newsweek задаёт вопрос «Для кого же, особенно среди женщин, свобода воли может стать бременем». В ответной статье Андреа Райхер заявила, что «находиться в роли подчинённого в сексуальных отношениях не обязательно обозначает то, что человек подвергается насилию и является жертвой» и что при этом он «не утрачивает власть или равноправие в отношениях». Сайт Salon.com провёл своё исследование с опросом среди женщин, практикующих БДСМ. Одна из опрошенных, писательница Мелисса Фебос (англ. Melissa Febos), отметила, что «возможно, популярность этой книги свидетельствует о кризисе феминизма». В рецензии издания The Huffington Post критик Сорайа Чемали заявила, что популярность книги не привела к новому тренду в литературе, а, наоборот, продолжает вековую традицию успешности романов, повествующих о невинных девушках и их любовных экспериментах; новаторством в этой книге стало то, что здесь женщина проявляет свою собственную волю, не являясь пассивной стороной в отношениях. В телепередаче канала NBC Today состоялись дебаты сексологов Дрю Пински и Логана Левкоффа по поводу книги; последний заявил, что трилогия не имеет ничего общего с насилием по отношению к женщине и не пропагандирует его; его оппонент заявил, что роман «написан отвратительно», но описывает «вполне правдоподобные возможные реальные отношения».
Издание Gazeta.ru накануне премьеры фильма по роману акцентирует внимание, что более точный перевод названия книги содержит элемент персонализации героя — «Пятьдесят оттенков Серого», причём Серый, согласно этой трактовке, — «не столько цвет, сколько погоняло». При этом критик Елена Шахновская полагает, что главными поклонниками книги и поставленного по ней фильма являются «запертые в телах» нынешних женщин бальзаковского возраста вчерашние подростки, стремящиеся «в кричащем фальшивом гламуре разглядеть все оттенки своих стыдных девических чувств».
В 2016 году жители Суонси в южном Уэльсе массово стали сдавать в местный букинистический магазин сети Oxfam экземпляры книги, объясняя это тем, что не хотят держать их дома.

### Обвинения в негативном влиянии
Роман «Пятьдесят оттенков серого» был обвинён не только в том, что он является причиной увеличения количества вызовов пожарных бригад для освобождения людей, закованных в наручники, но и стал виновником роста инфекционных заболеваний, передающихся половым путём, среди людей старше 45 лет. Шарлотта Джонс, председательница одного из комитетов Британской медицинской ассоциации, считает, что книга Э. Л. Джеймс подтолкнула людей старшего поколения к «исследованиям» в спальне. Гарри Уокер, представитель Ассоциации планирования семьи, и организация «Public Health England» подтвердили тенденцию увеличения случаев заболеваний и призвали к осторожности, использованию презервативов и своевременной диагностике заболеваний.
Исследование учёных Университета штата Мичиган связывает чтение книги «Пятьдесят оттенков серого» с нездоровым поведением: взрослые женщины, читавшие это издание, чаще страдают от запоев, вероятность иметь более пяти половых партнёров за жизнь у них выше, они чаще страдают расстройствами пищевого поведения; кроме того, партнёры чаще оскорбляют их. Вопрос, повлияло ли на вышеперечисленное чтение книги, в исследовании не рассматривался.

## Экранизация
Экранизация книги выполнена студиями Universal Studios, Focus Features, Michael De Luca Productions и Trigger Street Productions. Выход фильма состоялся 13 февраля 2015 года. Роль Кристиана Грея досталась ирландцу Джейми Дорнану. На роль Анастейши Стил выбрана американская актриса и модель Дакота Джонсон, дочь актёров Дона Джонсона и Мелани Гриффит.
В отличие от романа, где автор ассоциируется с персонажем, особенностью экранизации является вид на события от стороннего третьего лица. В силу данного обстоятельства зрителю становятся недоступны известные читателю восприятие, эмоции, мысли и переживания Анастейши, что несколько обедняет психологический аспект фильма. В рецензиях отмечаются также сюжетные параллели и схожие описания монструозной сущности Доминанта в романе и фильме с либретто мюзикла «Призрак Оперы» — другой современной вариацией классической европейской сказки «Красавица и чудовище».
В первых рецензиях на фильм «Пятьдесят оттенков серого» критики отмечали, что фильм вышел более интересным, чем книга. Фильм получил преимущественно негативные отзывы кинокритиков: на сайте Rotten Tomatoes положительными оказались 25 % рецензий со средней оценкой 4,2 балла из 10, а также пять антипремий «Золотая малина», в том числе как худший фильм.

## Издания
Оригинал
- E. L. James. Fifty Shades of Grey. — Vintage Books, 2012. — 514 p. — ISBN 978-0-345-80348-1.